# Crassula strigosa
Crassula strigosa (лат.) — вид растений рода Толстянка (Crassula) семейства Толстянковые (Crassulaceae), естественно произрастающий на территории Капской провинции Южно-Африканской Республики.

## Ботаническое описание
Однолетние растения, от стелющихся до прямостоячих, высотой до 4,5 см, часто образуют коврики и краснеют на солнечных местах. Большинство частей покрыто волосками. Корневая система мочковатая. Листья плоские, сочные, размером 4-5 × 2-9 мм, нижние — с черешком длиной 1-7 (до 10) мм (по Tölken), эллиптические или обратнояйцевидные, край часто реснитчатый, кончик тупой, с более крупными щетиновидными волосками.
Соцветия представлены тирсами, состоящими из множества дихазиев. Цветки пятичленные, диаметром 3 мм; цветоножки длиной 2-8 мм. Чашелистики ланцетные, до 2 мм, с верхними полупрозрачными волосками. Венчик чашевидный, белый; лепестки ланцетные, до 2 мм, с острыми кончиками. Пыльники жёлтые.
Цветёт весной.

## Таксономия
Crassula strigosa L., первое упоминание в Pl. Rar. Afr. : 10 (1760).

### Синонимы
- Sedum centaurodes Kuntze
- Sarcolipes strigosa (L.) P.V.Heath
- Sarcolipes pubescens Eckl. & Zeyh.
- Crassula centauroides L.
- Crassula diaphana E.Mey. ex Harv. & Sond.
- Crassula minima Harv.
- Crassula pellucida Jacq.
- Crassula sarcolipes Harv.
- Crassula sylvatica Licht.
- Grammanthes centauroides Druce
- Crassula sylvatica Licht. ex Schultes
- Crassula sylvatica var. diaphana Schönland